# Europejska Nagroda Filmowa dla najlepszego montażysty
Europejska Nagroda Filmowa dla najlepszego montażysty (ang. European Film Award for Best Editor) − nagroda przyznawana za najlepszy montaż w filmie europejskim w ramach Europejskich Nagród Filmowych. Przyznawana jest przez członków Europejskiej Akademii Filmowej od czwartej edycji wręczania nagród, czyli od 1991 roku. Początkowo przyznawano ją nieregularnie. W latach 2005 oraz 2010-2012 ogłaszano listę nominowanych. Od 2013 wyróżnienie przyznaje się corocznie, a do wiadomości podaje się jedynie nazwisko laureata.
Dwukrotnie nagrodę otrzymali polscy montażyści: Jacek Drosio (2015) i Jarosław Kamiński (2018).

## Laureaci
- 1991:  Giancarla Simoncelli – Ultrà
- 1992:  Nelly Quettier – Kochankowie z Pont-Neuf
- 2005:  Michael Hudecek i  Nadine Muse – Ukryte
- 2010:  Luc Barnier i Marion Monnier – Carlos
- 2011:  Tariq Anwar – Jak zostać królem
- 2012:  Joe Walker – Wstyd
- 2013:  Cristiano Travaglioli – Wielkie piękno
- 2014:  Justine Wright – Locke
- 2015:  Jacek Drosio – Body/Ciało
- 2016:  Anne Østerud i  Janus Billeskov Jansen – Komuna
- 2017:  Robin Campillo – 120 uderzeń serca
- 2018:  Jarosław Kamiński – Zimna wojna
- 2019:  Jorgos Mawropsaridis – Faworyta
- 2020:  Maria Fantastica Valmori – Wyłom
- 2021:  Muharam Kabułowa – Rozkurczając pięści
- 2022:  Özcan Vardar i Eytan İpeker – Gorące dni
- 2023:  Laurent Sénéchal – Anatomia upadku
- 2024:  Juliette Welfling – Emilia Pérez